# Abellio Rail Mitteldeutschland

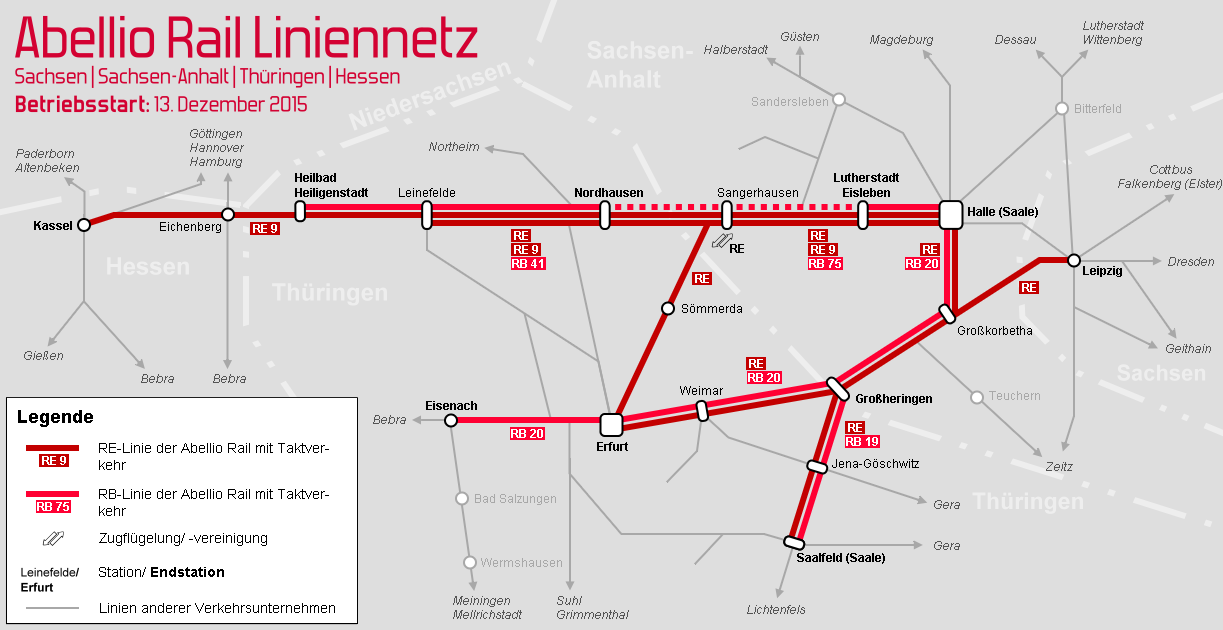
Saale-Thüringen-Südharz-Netz in december 2015

Abellio Rail Mitteldeutschland GmbH is sinds oktober 2024 voor 100% een dochteronderneming van BeNEX en daarvoor van Abellio GmbH, en is gevestigd in Halle (Saale). Het bedrijf is bij de start van de concessie Saale-Thüringen-Südharz in december 2015 opgericht.

## Concessies

### Saale-Thüringen-Südharz-Netz

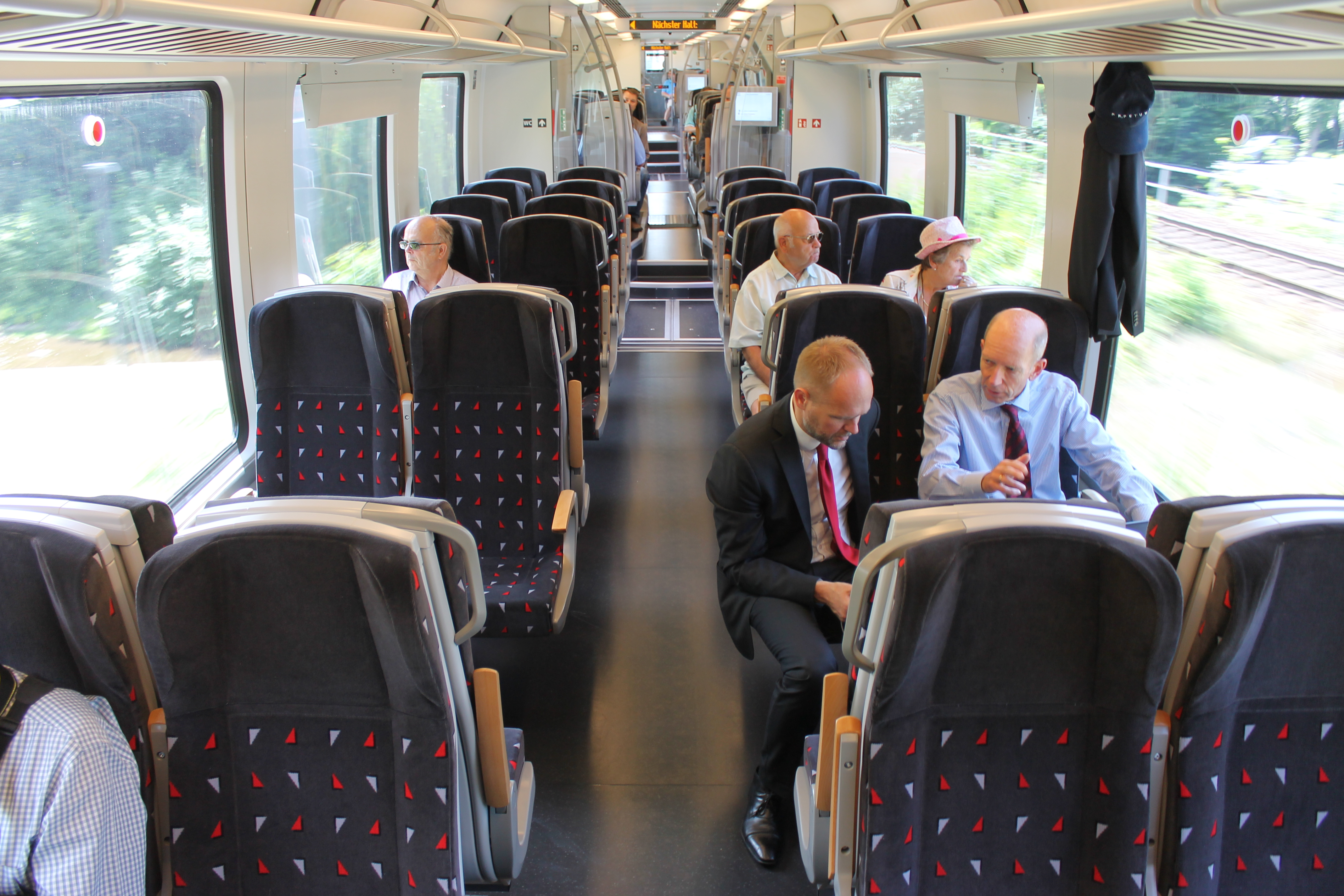
Interieur van een Abellio-trein (2015)

In oktober 2012 werd Abellio Rail door de OV-bureaus NASA (Saksen-Anhalt), ZVNL (Leipzig), NVV (Noord-Hessen), NVS (Thüringen) en LVNG (Nedersaksen) als winnaar uitgeroepen van de aanbesteding van het Saale-Thüringen-Südharz-Netz. Abellio exploiteert van december 2015 tot december 2030 de concessie met treinstellen van het type Bombardier Talent 2. De concessie omvat sneltreinen (Regional-Express) en stoptreinen (Regionalbahn) in de deelstaten Hessen, Thüringen, Nedersaksen, Saksen, Saksen-Anhalt. Het gaat hierbij om de volgende lijnen:
| Lijn  | Route |
| ----- | --- |
| RE 9  | Bitterfeld – Halle (Saale) – Röblingen am See – Lutherstadt Eisleben – Sangerhausen – Berga-Kelbra – Nordhausen – Bleicherode Ost – Leinefelde – Heilbad Heiligenstadt – Eichenberg – Hann. Münden – Kassel-Wilhelmshöhe |
| SE 15 | Leipzig – Weißenfels – Naumburg (Saale) – Jena Paradies – Jena-Göschwitz – Saalfeld (Saale) |
| RE 16 | Naumburg (Saale) – Großheringen – Apolda – Weimar – Erfurt |
| RE 17 | Leipzig – Weißenfels – Naumburg (Saale) – Apolda – Weimar – Erfurt |
| RE 19 | Dessau – Bitterfeld – Halle (Saale) – Röblingen am See – Lutherstadt Eisleben – Sangerhausen – Berga-Kelbra – Nordhausen – Bleicherode Ost – Leinefelde                                                                  |
| RB 20 | Halle (Saale) – Merseburg – Weißenfels – Naumburg (Saale) – Großheringen – Apolda – Weimar – Erfurt – Gotha – Eisenach                                                                                                   |
| RB 24 | Naumburg (Saale) – Jena Paradies – Jena-Göschwitz – Saalfeld (Saale) |
| RB 51 | Nordhausen – Bleicherode Ost – Leinefelde – Heilbad Heiligenstadt |
| RB 59 | Dessau – Bitterfeld – Halle (Saale) – Röblingen am See – Lutherstadt Eisleben – Sangerhausen – Artern – Sömmerda – Erfurt                                                                                                |
| RB 75 | Eilenburg – Delitzsch ob Bf – Halle (Saale) – Röblingen am See – Lutherstadt Eisleben – Sangerhausen – Berga-Kelbra – Nordhausen                                                                                         |

### Mitteldeutsche S-Bahn II
Op 8 maart 2013 werd Abellio Rail uitgeroepen als winnaar van de aanbesteding voor de S-Bahn Mitteldeutschland in Saksen-Anhalt en Brandenburg. De concessie zou in december 2015 ingaan en tot december 2030 lopen.
In een persbericht van NASA GmbH (OV-bureau Saksen-Anhalt) werd op 1 oktober 2013 bekend, dat Abellio Rail nog niet gereed was om zijn aanbod te handhaven. Hierdoor werd DB Regio naar voren geschoven als nieuwe exploitant.

### Dieselnetz Sachsen-Anhalt
Op 14 december 2015 maakte NASA GmbH bekend, dat Abellio Rail Mitteldeutschland de concessie Dieselnetz Sachsen-Anhalt (DISA) kavel A en B gewonnen had. Op 29 december 2015 werd de aanbesteding definitief. Het contract heeft een looptijd van 14 jaar en voor de exploitatie worden 52 Alstom Coradia LINT 41 treinstellen ingezet. De concessie gaat in december 2018 van start. Momenteel wordt een deel van het netwerk geëxploiteerd door Transdev Sachsen-Anhalt onder de namen HarzElbeExpress. Het andere deel wordt momenteel geëxploiteerd door DB Regio Südost. Enkele treinen van lijn RE 11 zullen in het weekend verder rijden van en naar Potsdam en Berlijn.
| Lijn  | Route                                                                                                  |
| ----- | --- |
| RE 4  | Halle (Saale) – Könnern – Aschersleben – Gatersleben – Halberstadt – Wernigerode – Vienenburg – Goslar |
| RE 6  | Maagdenburg – Haldensleben – Oebisfelde – Wolfsburg                                                    |
| RE 10 | Maagdenburg – Staßfurt – Güsten – Sangerhausen – Artern – Sömmerda – Erfurt                            |
| RE 11 | Maagdenburg – Oschersleben (Bode) – Halberstadt – Quedlinburg – Thale                                  |
| RE 21 | Maagdenburg – Oschersleben (Bode) – Halberstadt – Wernigerode – Vienenburg – Goslar                    |
| RE 24 | Halle (Saale) – Könnern – Aschersleben – Gatersleben – Halberstadt                                     |
| RE 31 | Maagdenburg – Oschersleben (Bode) – Halberstadt – Langenstein – Blankenburg (Harz)                     |
| RB 35 | Stendal – Uchtspringe – Gardelegen – Mieste – Oebisfelde – Wolfsburg                                   |
| RB 36 | Maagdenburg – Barleben – Haldensleben – Wegenstedt – Oebisfelde – Wolfsburg                            |
| RB 41 | Maagdenburg – Schönebeck (Elbe) – Staßfurt – Güsten – Aschersleben                                     |
| RB 43 | Maagdenburg – Dodendorf – Langenweddingen – Blumenberg – Oschersleben (Bode)                           |
| RB 47 | Halle (Saale) – Halle-Trotha – Wallwitz – Könnern – Baalberge – Bernburg                               |
| RB 50 | Dessau – Köthen – Bernburg – Güsten – Aschersleben                                                     |
| RB 77 | Naumburg (Saale) Ost – Freyburg – Laucha – Nebra – Wangen                                              |